# Агафокл (сын Лисимаха)
Агафокл (др.-греч. Ἀγαθοκλῆς, 320/319 год до н. э. — казнён в 283/282 году до н. э.) — старший сын диадоха Лисимаха, царя Фракии, и Никеи, дочери наместника Македонии Антипатра.
Сведения о жизни Агафокла в античных источниках отрывочны. Он руководил войсками отца во время экспедиций против гетов, а также в 286/285 году до н. э. — против Деметрия Полиоркета. Через несколько лет, в 283/282 году до н. э., Агафокл был казнён по приказу отца. Античные историки связывали смерть Агафокла с кознями мачехи Арсинои, которая стремилась обеспечить царский престол собственным детям. Современные учёные не исключают возможности неудавшегося и вовремя раскрытого заговора против Лисимаха с участием Агафокла.
После смерти Агафокла ряд представителей царской семьи, а также местных аристократов, бежали ко двору Селевка. Селевк воспользовался возникшей нестабильностью в державе соседа. В ходе последовавшей войны Лисимах погиб.

## Биография

### Происхождение. Командование войсками

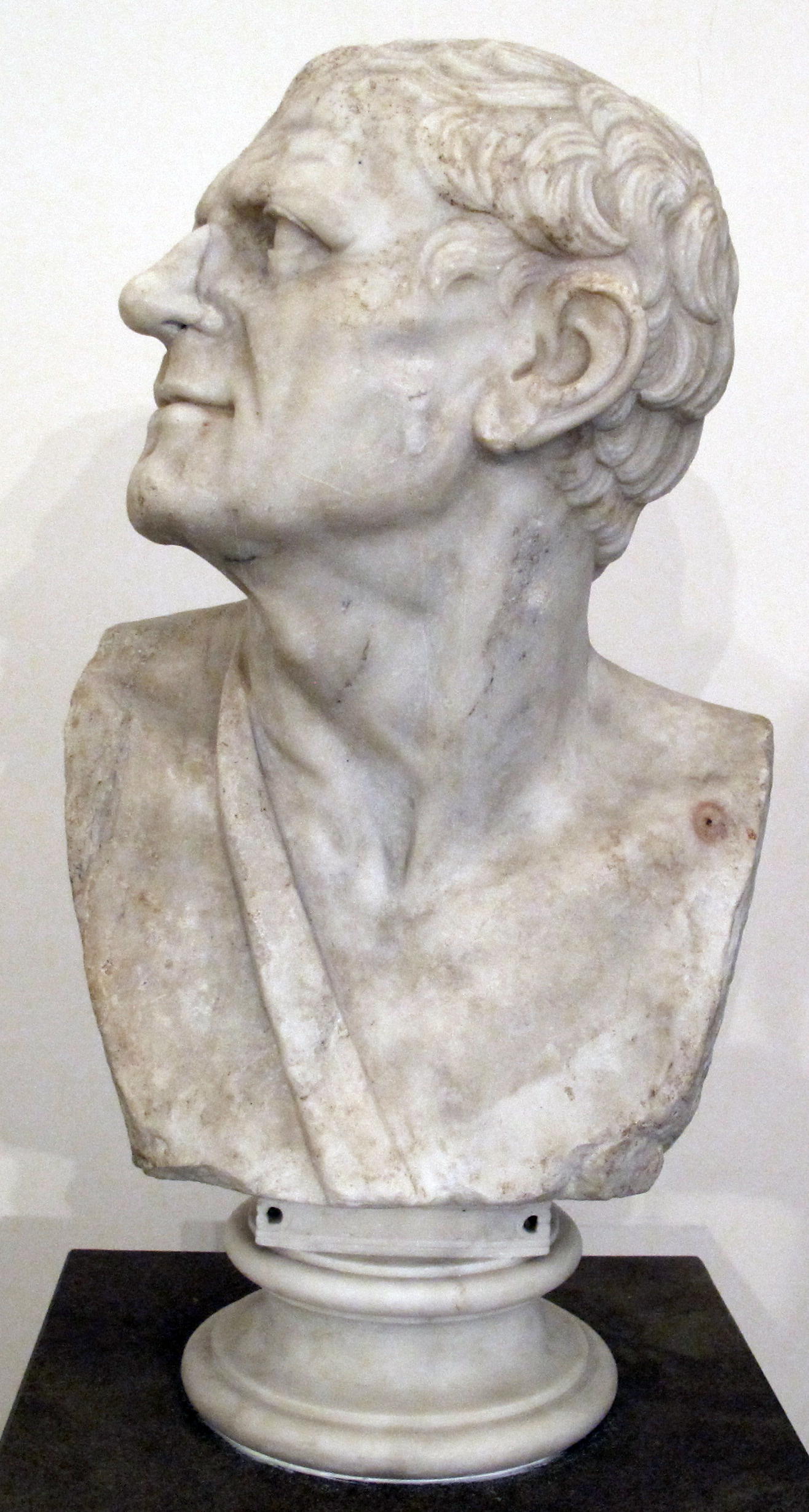
Агафокл был старшим сыном и наследником фракийского царя Лисимаха. Римская копия эпохи Октавиана Августа с греческого оригинала. Национальный археологический музей, Неаполь, Италия

Агафокл родился в семье правителя Фракии Лисимаха и дочери наместника Македонии Антипатра Никеи около 320/319 года до н. э. Мальчик был назван в честь своего деда по отцовской линии.
О ранних годах его жизни ничего неизвестно. Первое упоминание Агафокла связано с походом македонян между 301 и 295 годами до н. э. против гетов. В античных источниках приведено несколько версий деталей похода. Согласно одной из них, Агафокл попал в плен к гетскому царю Дромихету. По версии Павсания, Лисимах был вынужден заключить мирный договор и отдать часть территорий в обмен на свободу сына. Диодор Сицилийский связывал освобождение Агафокла с широким жестом гетов, которые «уже не надеялись, что смогут одержать верх в войне» и таким образом думали изменить намерения Лисимаха, заключить мир и вернуть ряд утраченных земель. Согласно другим версиям, в плен попал Лисимах, а Агафокл занимался его выкупом. Возможно, в последнее десятилетие IV века до н. э. македоняне предприняли несколько военных походов против гетов, в ходе одного из которых в плен попал Агафокл, а другого — Лисимах.
Согласно Павсанию, после того как Лисимах вернулся из гетского плена, Агафокл женился на овдовевшей в 294 году до н. э. дочери царя Египта Птолемея Лисандре. По мнению В. Хеккеля событие произошло или в 294 или в 293 году до н. э. Также Павсаний утверждал, что на момент женитьбы Лисимаха на дочери Птолемея Арсиное у Агафокла были дети от Лисандры. Однако, согласно Плутарху, отец и сын одновременно женились на дочерях Птолемея. Пытаясь разрешить это противоречие, американская исследовательница Грейс Макурди высказала мнение, что двойная свадьба была запланирована, но не состоялась, и тогда женился только Лисимах на Арсиное. Также высказывались мнения, что Агафокл мог быть женат дважды и первой его женой могла быть, неизвестная по имени, дочь Птолемея. Или же у египетского царя было две дочери по имени Лисандра и Агафокл был последовательно на них женат. Исследователь Крис Беннетт объяснял противоречия ошибкой древних источников. По его мнению, была только одна Лисандра, которая вышла замуж за Агафокла в конце 290-х годов до н. э.
В 286/285 году до н. э. Лисимах отправил войско под командованием Агафокла против Деметрия Полиоркета, который вторгся в принадлежавшие ему Лидию и Карию в Малой Азии. Агафокл вынудил Деметрия отступить во внутренние области Фригии, а затем в Мидию и Армению. Перекрыв перевалы через Таврские горы, Агафокл запер основные силы Деметрия в Киликии, тем самым определив его дальнейшую судьбу — поражение от Селевка. В противостоянии двух военачальников Агафокл победил не на поле сражения, а за счёт того, что сумел отрезать войско противника от его владений и баз тылового обеспечения. Более того, Агафокл не стремился лично одержать победу над известным и прославленным военачальником того времени. Изгнав противника из земель своего отца во владения Селевка, он счёл свою задачу выполненной. О влиянии Агафокла в описываемый период при дворе Лисимаха свидетельствует не только командование войсками, но и переименование города Адрамитиона в в Мисии в Агафополь или Агафоклею. Нумизматы выделяют шесть или семь типов бронзовых монет с легендами «ΑΓ», «ΑΓΑ», «Α/Α-Γ», «Α/Γ-Α», «ΑΓΑΘΟ», которые могут быть связаны с Агафоклом. Их могли чеканить либо в Агафополе в Мисии, либо в одном из переименованных в Агафополи городов причерноморского побережья Фракии или Херсонеса Фракийского. Легенда с инициалами Агафокла на монетах свидетельствует не только о его влиянии, но и согласии царя на такие внешние атрибуты власти своего сына, как помещение его имени на монеты.

### Казнь Агафокла и последующие события

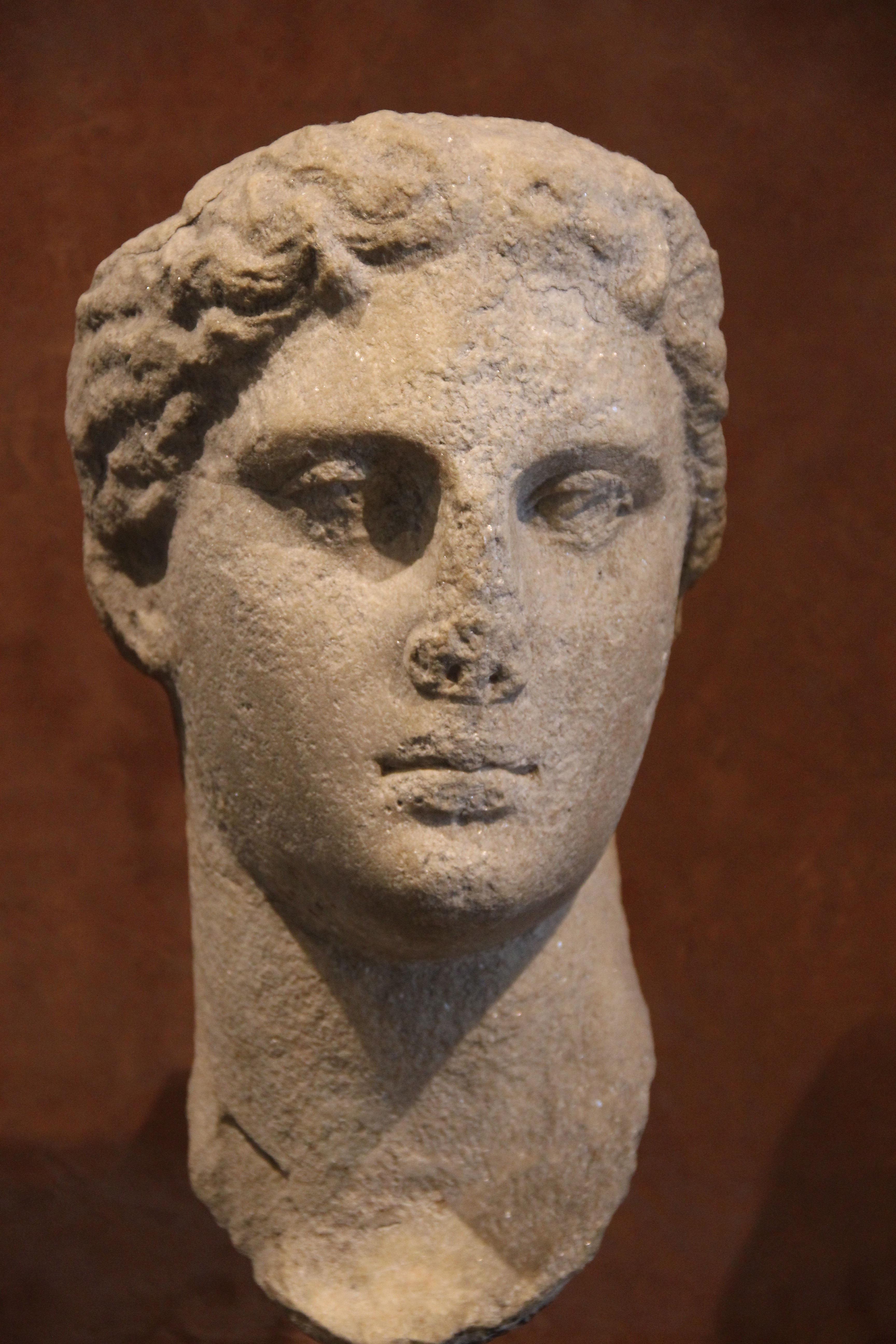
Казнь Агафокла античные историки связывали с кознями его мачехи Арсинои. Голова Арсинои. III век до н. э. Лувр, Париж

В 283/282 году до н. э. Агафокл, согласно античным историкам, был убит в результате козней своей мачехи Арсинои. Возможно, речь шла о противостоянии наследника престола и его мачехи, чьим главным желанием было обеспечить трон своим детям, которое закончилось казнью Агафокла. Античные историки передают разные версии относительно обстоятельств его гибели. Согласно Юстину, Лисимах по наущению супруги приказал отравить сына, а затем начал репрессии против сочувствовавших Агафоклу лиц. Павсаний утверждал, что убийство Агафокла организовала Арсиноя, которая хотела обеспечить наследование престола своим детям. Согласно данной версии, Лисимах на тот момент не контролировал ситуацию, так как «был доведен до крайности, лишившись всех своих друзей». Аппиан ограничился утверждением «Лисимах убил своего сына Агафокла», а Страбон — «Лисимах под тяжестью семейных несчастий был вынужден убить своего сына Агафокла». Мемнон Гераклейский объединил несколько версий. Согласно данному автору, «Лисимах, следуя коварным планам Арсинои, по бесстыднейшему обвинению губит лучшего и старшего из своих сыновей — Агафокла (рожденного в первом браке), которого он сначала пытался умертвить тайным снадобьем, но тот предусмотрительно извергал его. Тогда, бросивши Агафокла в тюрьму, Лисимах приказывает его убить, ложно обвинив в заговоре против себя. Птолемей, который собственноручно исполнил это преступление, был братом Арсинои, за свою грубость и резкость он носил прозвище Керавн». Х. Хайнен при анализе античных источников отмечал, что для Птолемея Керавна не было никакой выгоды от гибели Агафокла. На этом основании историк предположил, что в тексте Мемнона содержится ошибка, а непосредственным убийцей Агафокла мог быть сын Лисимаха от Арсинои Птолемей Эпигон.
Х. Лунд подчёркивает, что ситуация, которая привела к гибели Агафокла, обросла слухами и легендами. Одна из них напоминает сюжет античных мифов и трагедий о Федре, в которых мачеха полюбила своего пасынка Ипполита. После того как пасынок её отверг, Федра оговаривает Ипполита перед отцом Тесеем, что приводит к детоубийству. Данная версия, которая зафиксирована у Мемнона и Павсания, по мнению историка, является недостоверной. Также не исключено, что положительный образ Агафокла, пострадавшего от козней мачехи, является следствием пропаганды, оправдывавшей последующую войну и гибель Лисимаха, со стороны победителей. В то же время несомненно, что главным выгодополучателем от смерти Агафокла была Арсиноя, так как именно её дети становились наследниками Лисимаха. Приход Агафокла к власти, по логике развития событий, сопровождался бы казнью родственников, которые могли бы создать ему проблемы с воцарением, в первую очередь детей Арсинои. Одновременно, по мнению Х. Лунд, Арсиноя могла способствовать возникновению трений и разногласий между Лисимахом и Агафоклом, однако она не обладала достаточным влиянием, чтобы заставить царя принять то или иное решение. В то же время Арсиноя являлась сестрой взошедшего незадолго до описываемых событий царя Египта Птолемея II, что должно было существенно повысить её статус и влияние при дворе Лисимаха. Историки не исключают неудавшийся и вовремя раскрытый заговор, возможно даже с привлечением внешних сил, по свержению Лисимаха. Это объясняет казнь Агафокла, которому за несколько лет до описываемых событий доверяли руководство войсками, а также бегство к Селевку ряда представителей как царской семьи, так и местной аристократии.
Вдова Агафокла Лисандра вместе с детьми бежала к Селевку. Убийство Агафокла вызвало раскол в царском доме Лисимахидов, среди беглецов к Селевку оказался царский сын Александр, а также Птолемей Керавн. Из знаковых влиятельных беглецов историки выделяют основателя династии Атталидов Филетера. Престарелый диадох решил воспользоваться расколом в окружении Лисимаха и окончательно уничтожить своего давнего врага. В ходе последовавшей войны Лисимах погиб.
Дети Лисандры и Агафокла упоминались только один раз в источниках, их имена неизвестны. Высказывалось предположение, что их старший сын мог быть назван в честь деда Лисимахом. Исследователь Бредфорд Уэллс считал что этот Лисимах был отцом династа Птолемея Тельмесского. Историк Хайнц Хайнен отмечал что нет доказательств существования у Лисандры и Агафокла потомков мужского пола, а династа считал сыном диадоха Лисимаха и Арсинои.

### Исследования
- Зелинский А. Л. Еще раз к проблеме датировки брака будущего Деметрия II и Стратоники // Проблемы истории, филологии, культуры. — 2012. — Вып. 38, № 4. — С. 214—228. — ISSN 1992-0431.
- Князький И. О. Геты и античный мир от Александра Великого до Юлия Цезаря // Новая наука: проблемы и перспективы. — 2015. — № 1. — С. 111—114. — ISSN 2412-9704.
- Сапрыкин С. Ю. Гето-дакийские царства эллинистической эпохи // Боспорские исследования. — 2010. — № 23. — С. 251—275. — ISSN 2413-1938.
- Смирнов С. В. Селевк I Никатор: опыт политической биографии // Scripta Antiqua. Вопросы древней истории, филологии, искусства и материальной культуры. — 2012. — Т. 2. — С. 257—290. — ISSN 2221-9560.
- Юрин А. И. Птолемей Керавн в исторической традиции и современной историографии // Вестник Санкт-Петербургского университета. История. — СПб., 2011. — № 1. — С. 115—121. — ISSN 2541-9390.
- Bennett Chris. Lysandra :  [англ.] // The Egyptian Royal Genealogy Project. — Tyndale house, 2008. — 14 June.
- Hammond N. G. L., Griffith G. T., Walbank F. W. A History of Macedonia (англ.). — Oxford: Clarendon Press, 1988. — Vol. III: 336-167 B.C.. — ISBN 0-l9-814814-1.
- Heckel W. Who's Who in the Age of Alexander and his Successors. From Chaironea to Ipsos (338—301 BC) (англ.). — Barnsley: Greenhill Books, 2021. — 554 p. — ISBN 978-1-78438-648-1.
- Heinen H. Untersuchungen zur hellenistischen Geschichte des 3. Jahrhunderts v. Chr. : zur Geschichte der Zeit des Ptolemaios Keraunos und zum Chremonideischen Krieg (нем.). — Historia. Heft 20. — Wiesbaden: Franz Steiner Verlag GMBH, 1972.
- Lund H. S. Lysimachus. A study in early Hellenistic kingship (англ.). — L.; New York: Routledge, 2002. — ISBN 0-203-20684-3.
- Macurdy G. H[англ.]. Hellenistic queens : a study of woman-power in Macedonia, Seleucid, Syria, and Ptolemaic Egypt (англ.) / edited by David M. Robinson. — Westport, Connecticut: Greenwood Press, Publishers, 1975. — (The Johns Hopkins University Studies in Archaeology No. 14). — ISBN 0-8371-8271-9.
- Psoma S. Agathokles son of Lysimachos in Thrace and Asia Minor: the Numismatic Evidence (англ.) // Ancient History, Numismatics and Epigraphy in the Mediterranean World. Studies in memory of Clemens E. Bosch and Sabahat Atlan and in honour of Nezahat Baydur. — Istanbul: Ege publications, 2009. — P. 309—320. — ISBN 9758072323.
- Romm J. Demetrius Sacker of Cities (англ.). — New Haven & London: Yale University Press, 2022. — ISBN 978-0-300-25907-0.
- Tekin Oğuz. More Coins of Agathocles, Son of Lysimachus: A Reattribution (англ.) // First International Congress of the Anatolian Monetary History and Numismatics. 25-28 February 2013, Antalya. Proceedings. — İstanbul: Oksijen Basım ve Matbaacılık San. Tic. Ltd. Şti., 2014. — P. 559—574. — ISBN 978-605-4018-21-5.
- Wilcken U. Agathokles 18 // Paulys Realencyclopädie der classischen Altertumswissenschaft :  [нем.] / Georg Wissowa. — Stuttgart : J. B. Metzler’sche Verlagsbuchhandlung, 1893. — Bd. I,1. — Kol. 757.